# Кинни, Эмили
Э́мили Ки́нни (англ. Emily Kinney, род. 15 августа 1985) — американская актриса и певица, известная по роли Бет Грин в сериале AMC «Ходячие мертвецы», где она снималась с 2011 по 2015 год.

## Жизнь и карьера
Кинни родилась в Уэйн, штат Небраска и окончила Уэслианский университет Небраски в 2006 году. Вскоре она переехала в Нью-Йорк, где начала выступать в театре и в конечном счете дебютировала на бродвейской сцене в мюзикле «Весеннее пробуждение». После она сыграла одну из центральных ролей в национальном туре постановки «Август: Графство Осейдж».
Кинни наиболее известна благодаря своей роли Бэт Грин, начиная со второго сезона, в сериале «Ходячие мертвецы». Также она появилась в сериалах «Хорошая жена», «Эта страшная буква «Р»» и «Закон и порядок: Специальный корпус». В 2011 году Кинни выпустила свой дебютный альбом, а в октябре 2012 года записала песню «The Parting Glass» для сериала «Ходячие мертвецы», которая позже была выпущена в качестве сингла на iTunes. Она покинула шоу в декабре 2014 года.
В 2015 году Кинни взяла на себя второстепенные роли в сериалах «Мастера секса» и «Больница Никербокер». В 2016 году она получила регулярную роль в правовой драме ABC «Приговор».

## Фильмография
| Год       |     | Русское название                               | Оригинальное название             | Роль                  |
| --------- | --- | ---------------------------------------------- | --------------------------------- | --------------------- |
| 2007      | тф  | Слишком горяча для учителя                     | Hot for Teacher                   | Тамара Бэйли          |
| 2007      | тф  | Убийцы игр                                     | The Gamekillers                   | Рой                   |
| 2007      | кор | Тетя тигрица                                   | Aunt Tigress                      | Джина                 |
| 2008      | с   | Закон и порядок: Преступное намерение          | Law & Order: Criminal Intent      | Джинни Ричмондс       |
| 2009      | с   | Необычный детектив                             | The Unusuals                      | Аманда Мейнт          |
| 2009      | ф   | Простые сложности                              | It's Complicated                  | официантка            |
| 2010      | с   | Хорошая жена                                   | The Good Wife                     | Милла Бёрчфилд        |
| 2011      | с   | Эта страшная буква «Р»                         | The Big C                         | Эмили                 |
| 2011—2022 | с   | Ходячие мертвецы                               | The Walking Dead                  | Бет Грин              |
| 2012      | с   | Закон и порядок: Специальный корпус            | Law & Order: Special Victims Unit | Хейли Коул            |
| 2013      | ф   | Сотрясение                                     | Concussion                        | девушка               |
| 2014      | с   | Последователи                                  | The Following                     | Мэллори Ходж          |
| 2015      | с   | Вечность                                       | Forever                           | Джессика Уильямс      |
| 2015      | с   | Мастера секса                                  | Masters of Sex                    | Нора Эверетт          |
| 2015      | с   | Больница Никербокер                            | The Knick                         | медсестра Дейзи Райан |
| 2015      | тф  | Любовь без участия                             | Love on the Sidelines             | Лорел                 |
| 2015—2019 | с   | Флэш                                           | The Flash                         | Бри Ларван            |
| 2016      | ф   | Папа                                           | 洛杉矶捣蛋计划                    | Каролина              |
| 2016      | с   | Стрела                                         | Arrow                             | Бри Ларвин            |
| 2016—2017 | с   | Приговор                                       | Conviction                        | Тесс Томпсон          |
| 2017      | с   | Десять дней в долине                           | Ten Days in the Valley            | Кейси                 |
| 2018—2019 | с   | Рэп баттл принцессы                            | Princess Rap Battle               | Алиса                 |
| 2020      | с   | Мессия                                         | Messiah                           | Стейси Хардвик        |
| 2021      | ф   | Грандиозность жизни                            | The Enormity of Life              | Джесс                 |
| 2022      | тф  | Учебный лагерь Санты-Клауса                    | Santa Bootcamp                    | Эмили Штраус          |
| 2022      | с   | Представление Шермана                          | Sherman's Showcase                | камео                 |
| 2023      | с   | Тревога: Группа по розыску пропавших без вести | Alert: Missing Persons Unit       | Шеннон Стирман        |
| 2023      | ки  | Ходячие мертвецы: Судьбы                       | The Walking Dead: Destinies       | Бет Грин              |

### Театральные постановки
| Год  | Название                | Роль         | Примечания                   |
| ---- | ----------------------- | ------------ | ---------------------------- |
| 2006 | Пробуждение весны       | Анна         | Замена Анны; дублерша Вендлы |
| 2009 | Август: Графство Осейдж | Джин Фордхэм | Национальный тур 2009 года   |

## Дискография

### Альбомы
- Blue Toothbrush[порт.] (2011)[6]
- Expired Love (2013)[7]
- This Is War[англ.] (2015)[8]
- Oh Jonathan (2018)[9]
- The Supporting Character (2021)[10]

### Туры
- This Is War Tour (2015)[11]
- Oh Jonathan Tour (2018)[12]

## Награды и номинации
| Год  | Премия          | Категория                        | Работа           | Результат | Примечания |
| ---- | --------------- | -------------------------------- | ---------------- | --------- | ---------- |
| 2015 | Премия «Сатурн» | Лучшей киноактриса второго плана | Ходячие мертвецы | Номинация | [ 13 ]     |